# Некрополь Миколаєва
Миколаївський некрополь (старий цвинтар, старе кладовище) — цвинтар, розташований на околиці Миколаєва на березі річки Інгул.

## Частини некрополя

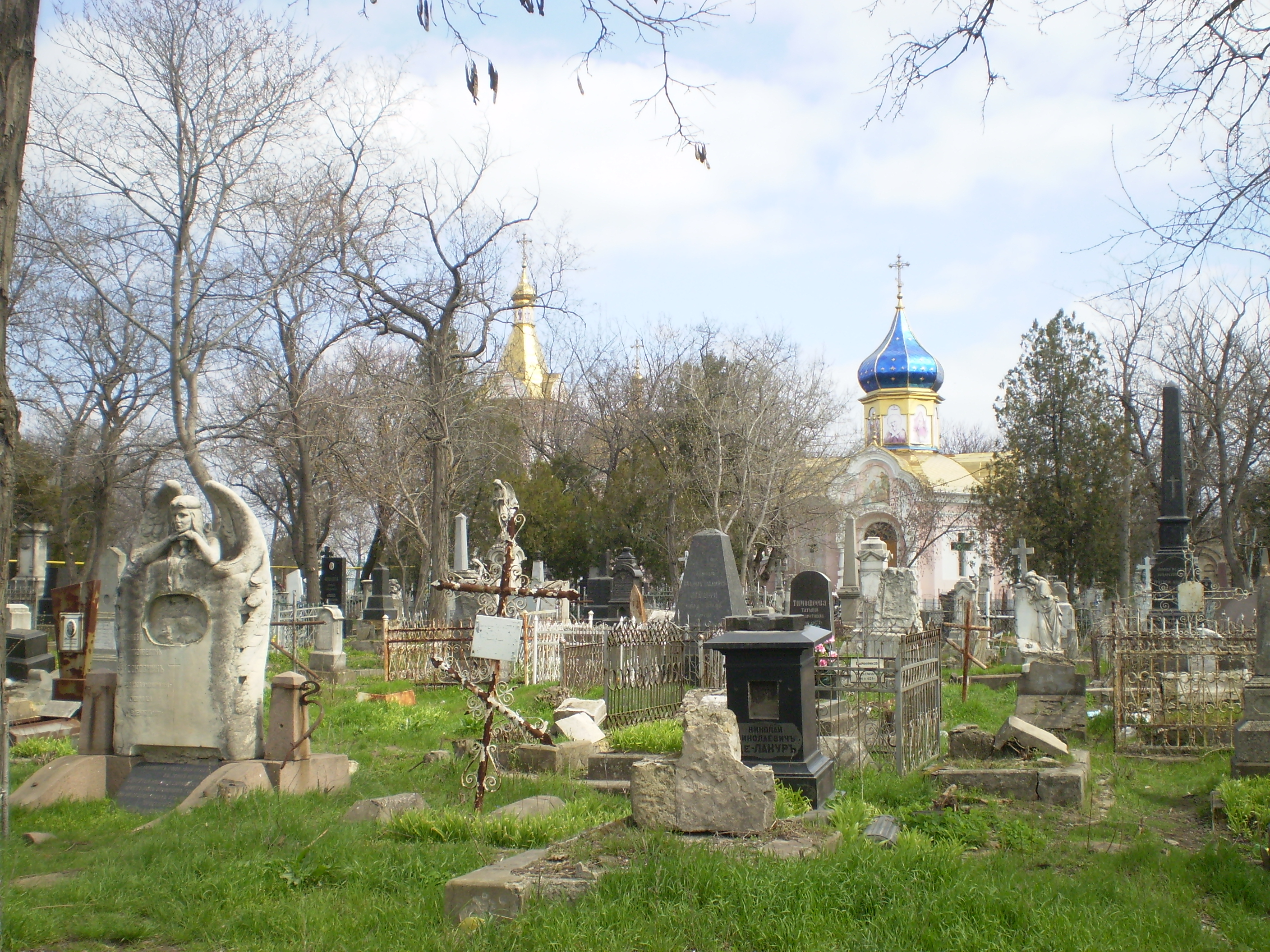
Ділянка некрополя за церквою Усіх Святих

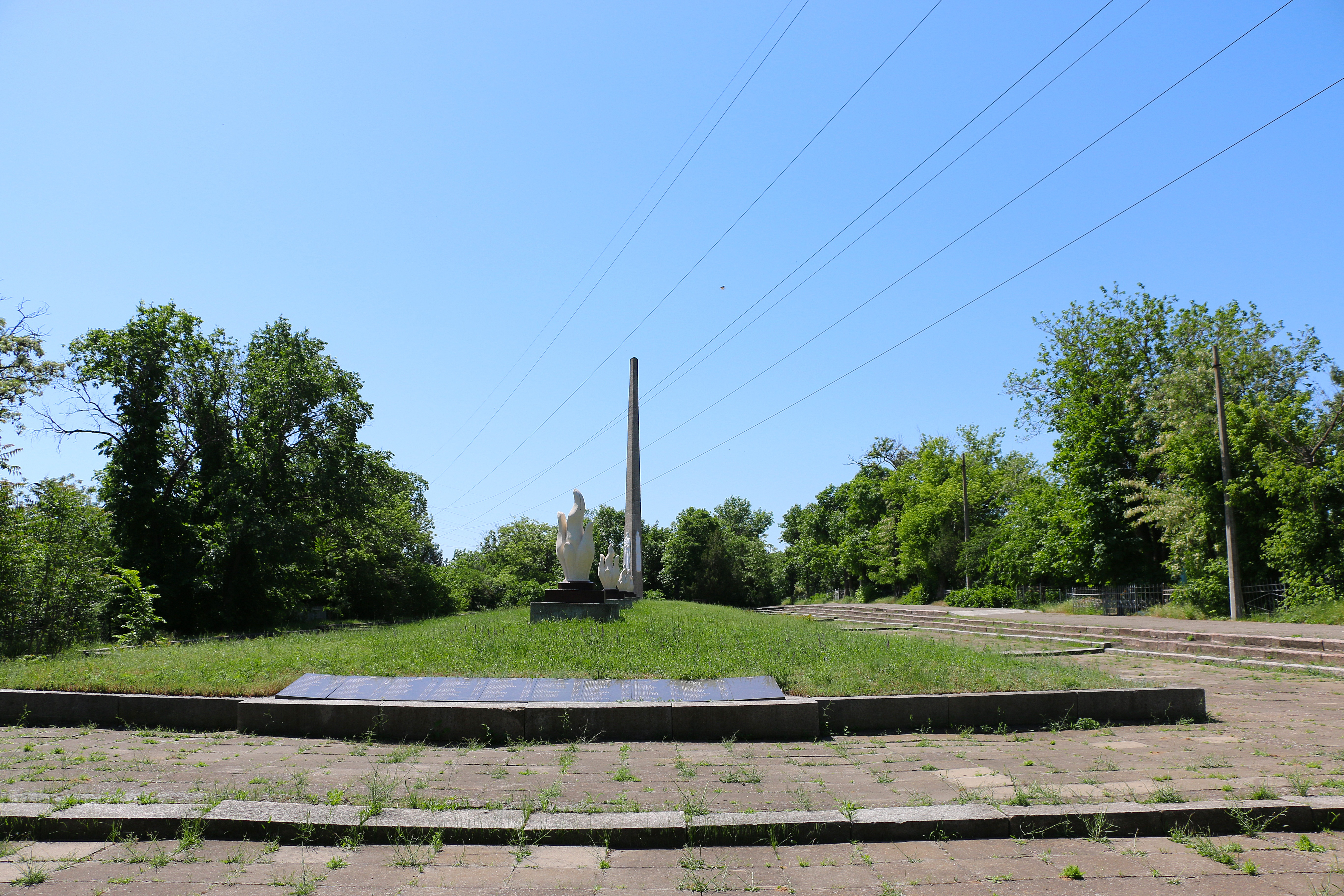
Братська могила 902 (за старими даними, за новими даними — 1211) радянських воїнів на воїнському меморіалі некрополя

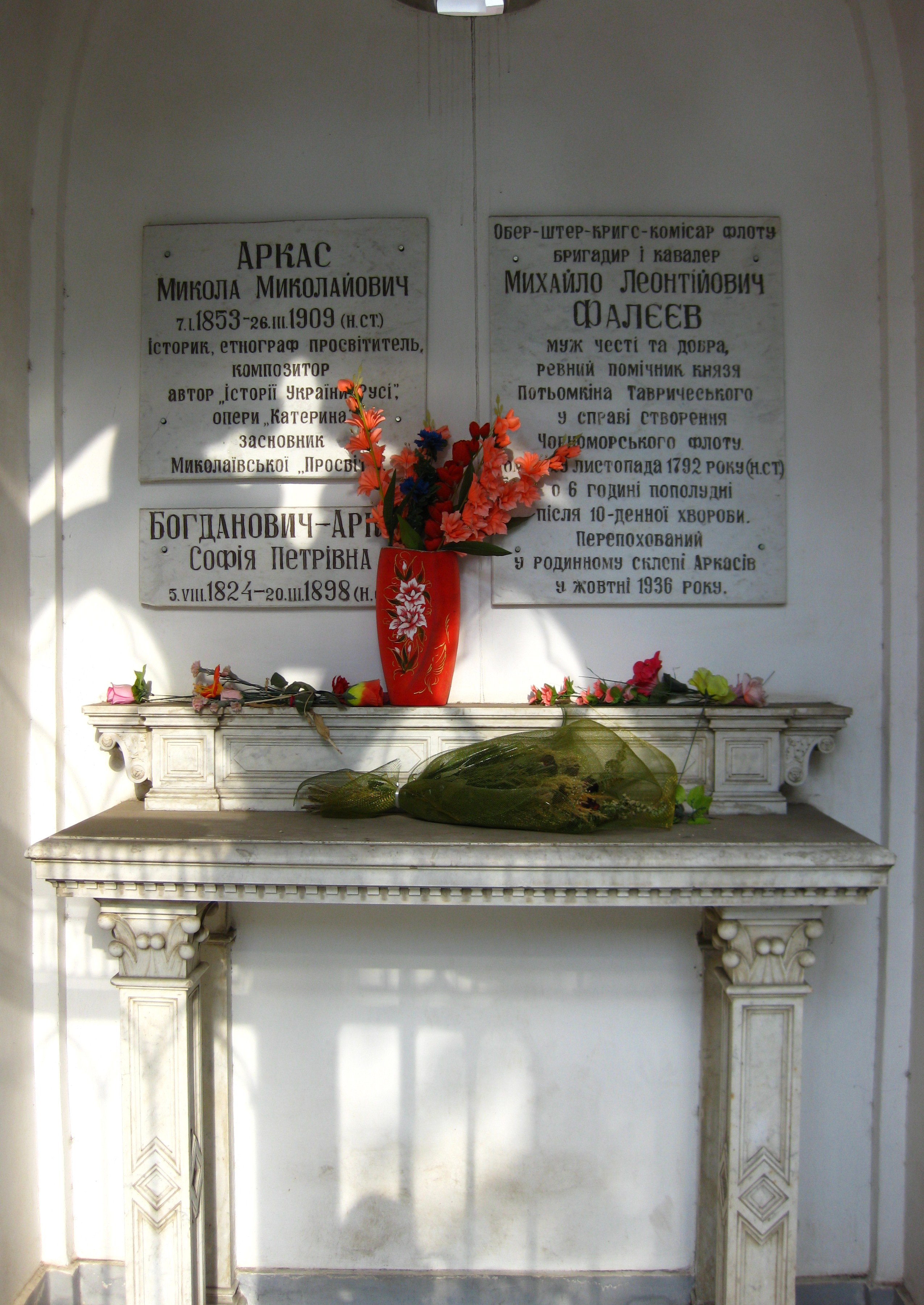
Склеп Аркасів, до якого у 1936 році були перевезені останки Михайла Фалєєва

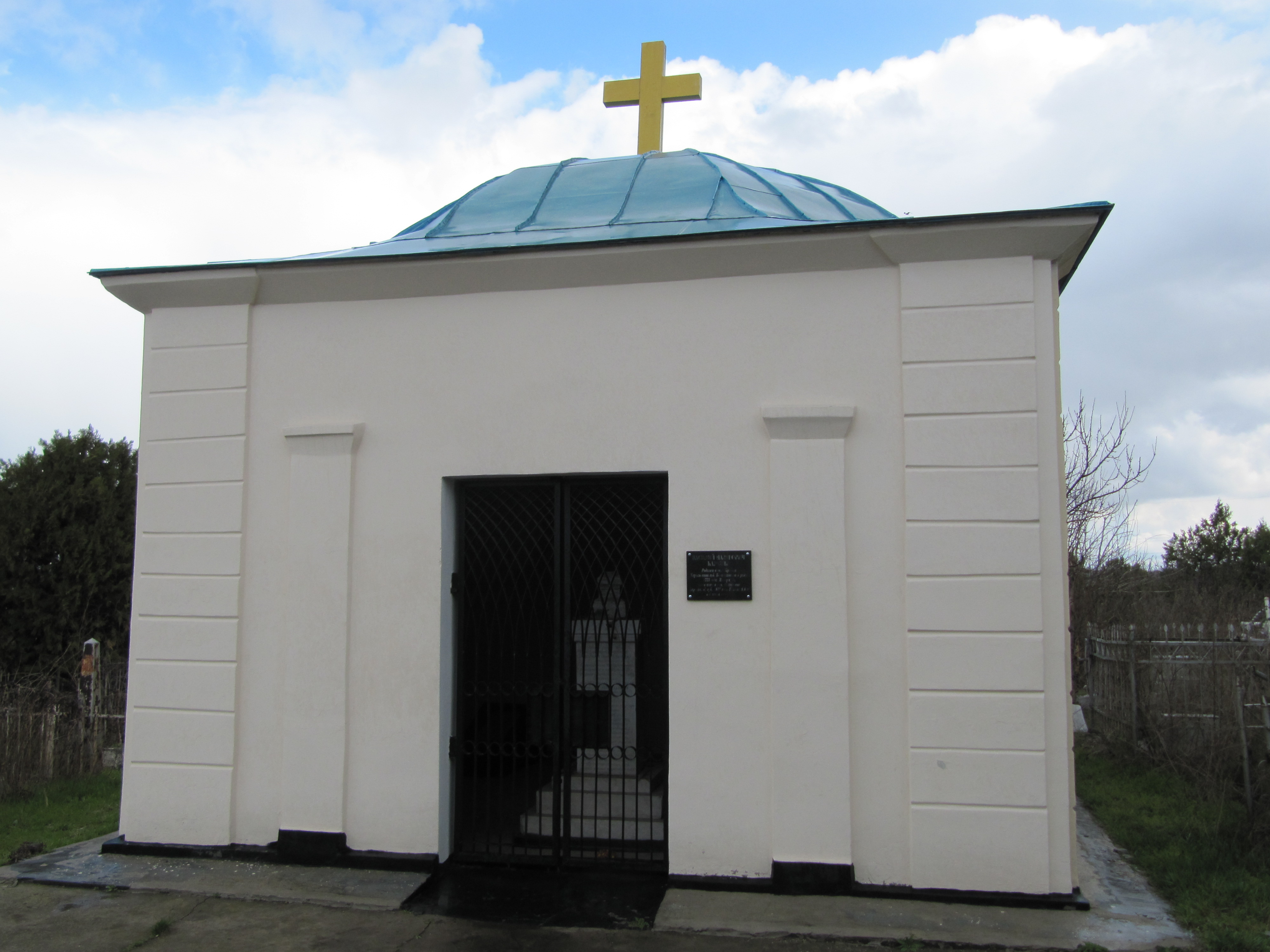
Могила-склеп вченого, винахідника і громадського діяча Василя Назаровича Каразіна

Цвинтрар розташований за адресою вулиця Степова, 35. Церква — двопрестольна: в ім'я всіх святих і в ім'я святого апостола Іоанна Богослова.
Некрополь складається з кількох частин. Найбільша частина — православна ділянка цвинтаря, на якій ховали також католиків та протестантів. На північ від нього розташоване старообрядницька, а на півдні — єврейська, караїмська та магометанська ділянки. У 1969 році на території некрополя був відкритий воїнський меморіал радянських воїнів.

## Історія
Миколаївський некрополь вперше згадується в кінці XVIII століття, карта 1795 року має мітку про міське кладовище.
Церкву всіх святих на цвинтарі споруджено у 1807—1808 роках. 1858 року на кошти колишнього церковного старости купця I гільдії К. Н. Соболєва була перебудована та розширена.
1876 року обнесено чавунною огорожею стараннями купця I гільдії та громадського діяча І. П. Бартенєва і за сприяння колишнього головного командира Чорноморського флоту та портів генерал-ад'ютанта Миколи Аркаса. У тому ж році на кошти Аркаса у церковній огорожі була споруджена двоповерхова каплиця для відспівування покійних.
У радянський час виникла хибна практика — у старовинних могилах хоронили новоспочилих. Пам'ятник залишали старий, на нього кріпили дошку з новим іменем.
14.01.1972 року Миколаївський міськвиконком ухвалив рішення № 57 про закриття кладовища. Представники радянської влади планували перетворити його територію у сквер. З кладовища зняли охорону. Віттоді головною загрозою для існування некрополя є вандалізм, осквернення могил та їх розграбування. Безкарно вивозились на продаж надгробні пам'ятники та металеві огорожі. До 1917 року прикрашало близько 500 статуй у вигляді янголів, на початку 90-х років XX століття їх вже було 312, а зараз залишилося тільки 22.

## Поховані
У некрополі Миколаєва поховано багато відомих та заслужених осіб, зокрема, науковці, які увійшли до енциклопедій світу, 33 адмірали російського флоту.
За оцінками старшого наукового співробітника Миколаївського обласного краєзнавчого музею, організатора товариства «Кронос» Т. М. Губської тут покояться орієнтовно 350—400 тис. чоловік.
Серед похованих:
- Аркас Захарій Андрійович (1793–1866) — генерал-лейтенант, археолог, історик
- Аркас Микола Андрійович (1816—1881) — генерал-ад'ютант, адмірал, Головний командир Чорноморського флоту і портів і військовий губернатор Миколаєва
- Аркас Микола Миколайович (старший) (1853—1909) — український культурно-освітній діяч, письменник, композитор, історик
- Афонін Матвій Іванович (1739—1810) — російський ботанік, перший російський професор натуральної історії
- Богданович Петро Григорович (1763—1834) — дійсний статський радник, член контори Головного командира Чорноморського флоту, учасник російсько-турецьких воєн, заступник командира Полтавського полку, тесть М. А. Аркаса, дід М. М. Аркаса (старшого)
- Большаков Сергій Петрович (1918—1960) — Герой Радянського Союзу
- Йоганн Християн Даль (1764—1821) — головний лікар Чорноморського флоту і портів, статський радник. Батько В. І. Даля
- Даль Карл Іванович (бл. 1803—1828) — лейтенант російського флоту, астроном, брат В. І. Даля
- Захар'їн Петро Михайлович (1744—1799) — російський письменник, поет
- Казарський Олександр Іванович (1798—1833) — російський військовий моряк, герой російсько-турецької війни 1828—1829 років, капітан I рангу
- Каразін Василь Назарович (1773—1842) — український вчений, винахідник, громадський діяч, засновник Харківського університету
- Карпенко Іван Трофимович (1916—1970) — Герой Радянського Союзу
- Ліванов Михайло Григорович (1751 — бл. 1800) — професор землеробства
- Пантусов Микола Миколайович (1849—1909) — сходознавець широкого профілю, археолог, історик, лінгвіст, нумізмат, етнограф
- Полещиков Микола Іванович (1910—1944) — Герой Радянського Союзу
- Рюмін Володимир Володимирович (1874—1937) — інженер, педагог, літератор
- Стоянов Дмитро Георгійович (1868—1918) — миколаївський священник, депутат IV Державної думи від Херсонської губернії
- Фалєєв Михайло Леонтійович (1730—1792) — купець, містобудівник, перший громадянин міста Миколаєва